# Kevin Hatchi
Pour les articles homonymes, voir Hatchi (homonymie).
Kévin Hatchi, est un footballeur français, né le 6 août 1981 à Paris 12e en France qui jouait au poste de défenseur.

## Clubs
Formé à l'AJ Auxerre, il remporte la Coupe Gambardella en 1999, associé à Philippe Mexès au sein de la défense centrale.
Le 10 février 2011, il signe avec le club québécois de l'Impact de Montréal évoluant en North American Soccer League. Le 15 juin 2011 le défenseur Kevin Hatchi est libéré.

## Palmarès
- Finaliste de la Coupe de Belgique de football 2005-2006 avec le Royal Excelsior Mouscron
- Vainqueur de la Coupe Gambardella 1999 avec Auxerre

## Statistiques
- 94 matchs et 1 but en Ligue 2
- 56 matchs et 2 buts en 1re division belge